# Place Claude-Nougaro
La place Claude-Nougaro est une voie située dans le 18e arrondissement de Paris, en France.

## Situation et accès

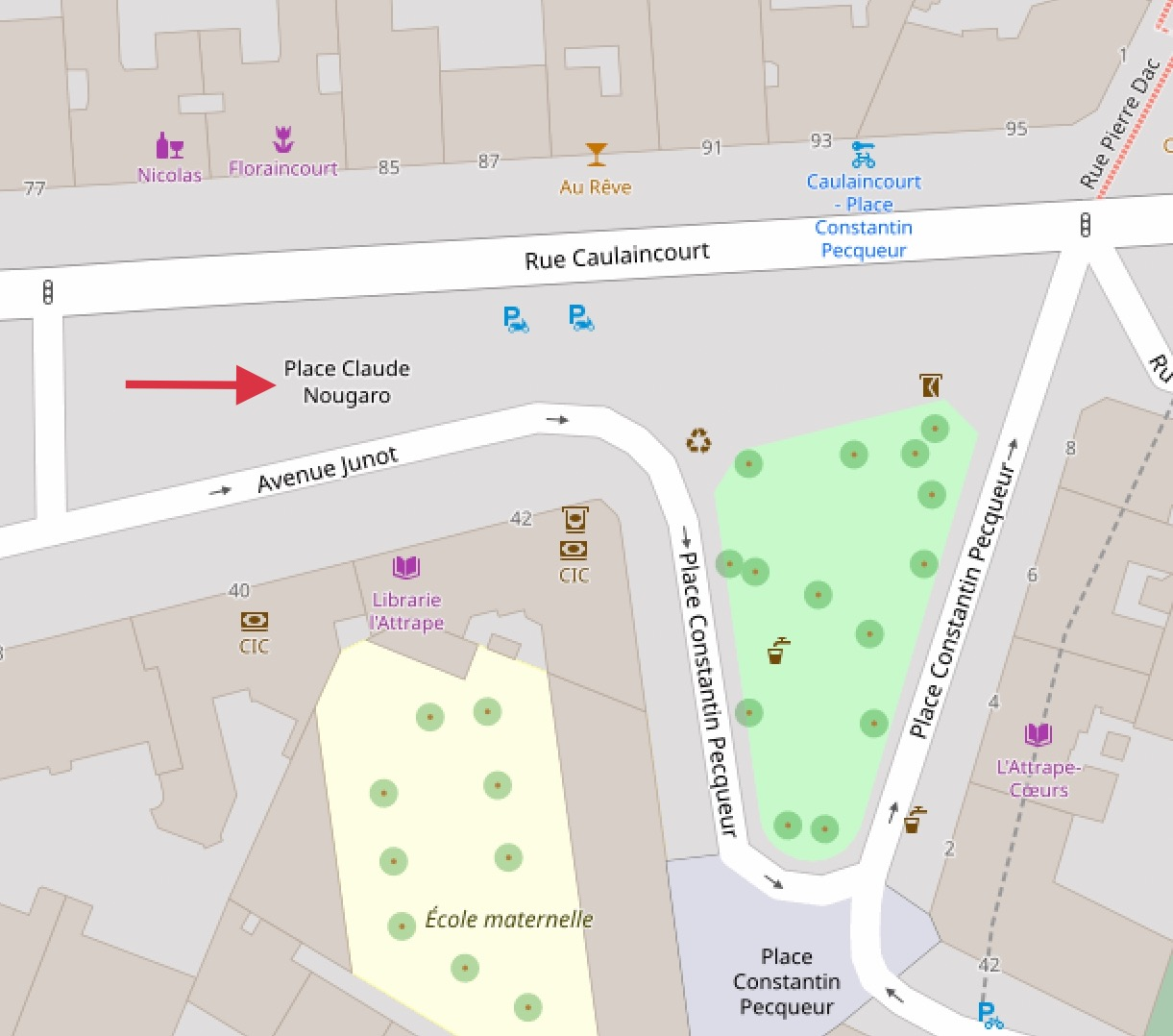
Plan de la place.

## Origine du nom
La place porte le nom de Claude Nougaro (1929-2004), auteur-compositeur-interprète et poète français.

## Historique
La place est ornée d'une statue d'Eugène Carrière.

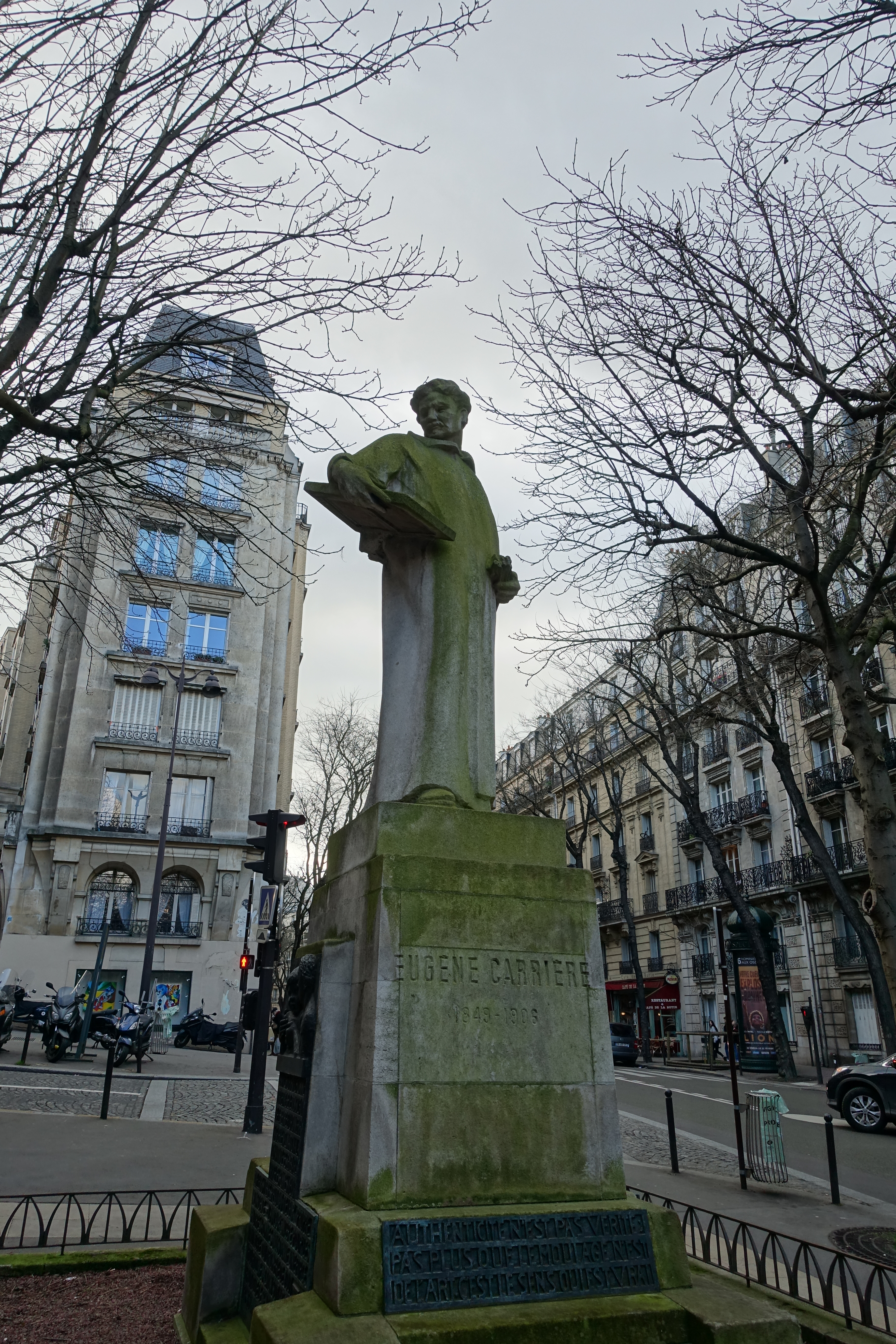
Statue.